# Arthur Whitney

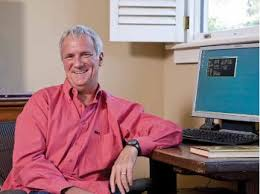
Arthur Whitney

Arthur Whitney (20 de outubro de 1957) é um cientista da computação canadense mais notável por desenvolver três linguagens de programação, inspiradas pela APL: A+, k, e Q, e cofundando as companhias americanas Kx Systems and Shakti Software.

## Carreira
Whitney estudou matemática pura em nível de pós-graduação na Universidade de Toronto no início dos anos 1980. Ele então trabalhou na Universidade de Stanford. Ele foi exposto pela primeira vez ao APL quando tinha 11 anos, por seu inventor, Ken Iverson, um amigo da família. Mais tarde, ele trabalhou extensivamente com a APL, primeiro na I.P. Sharp Associates ao lado de Ken Iverson e Roger Hui, entre outros. Whitney é reconhecido por ter tido uma "influência duradoura e significativa no APL" e foi co-autor de artigos com Ken Iverson e Roger Hui. Ele também escreveu o protótipo inicial de J, uma página única de código concisa e muito densa, em apenas uma tarde, que serviu de modelo para o implementador de J, Roger Hui, e foi responsável por sugerir os operadores de classificação em J. em 1988 , Whitney começou a trabalhar no Morgan Stanley desenvolvendo aplicativos financeiros. No Morgan Stanley, Whitney desenvolveu A + para facilitar a migração de aplicativos APL de computadores mainframe IBM para uma rede de estações de trabalho Sun Microsystemsworkstations. A + tinha um conjunto menor de funções primitivas e foi projetado para velocidade e para lidar com grandes conjuntos de dados de série temporal.
Em 1993, Whitney saiu da Morgan Stanley e co-fundou a Kx Systems com Janet Lustgarten, para comercializar a sua linguagem de programação K. De acordo com Paul Ford's 2015 conheça a história no Businessweek , a linguagem de programação K é "conhecida pela sua brevidade". A empresa assinou um acordo de exclusividade com o Union Bank of Switzerland, e Whitney desenvolveu uma variedade de aplicações de Trade utilizando sua linguagem K até o contrato expirar. A princípio no contrato Whitney desenvolveu o banco de dados KDB construído em K . In 2003, Kx Systems lançou a linguagem de programação Q, uma nova linguagem de vetores construída com base no K e o banco de dados KDB+ desenvolvido por Whitney.
Em 2018, a First Derivatives comprou as ações minoritárias de Whitney e Lustgarten da Kx Systems. e então fundou a Shakti.
A plataforma Shakti tem um pequeno consumo de memória, e permite uma implantação e processamento de cargas de trabalho elásticas. Podendo trabalhar com todos os tipos de dados, incluindo numéricos, temporais e de texto, de maneira estruturada ou não.